# (10557) Rowland
(10557) Rowland ist ein Asteroid des inneren Hauptgürtels, der am 15. September 1993 von dem belgischen Astronomen Eric Walter Elst am La-Silla-Observatorium der Europäischen Südsternwarte in Chile (IAU-Code 809) entdeckt wurde.
Der Himmelskörper wurde am 20. März 2000 nach dem US-amerikanischen Physiker Henry Augustus Rowland (1848–1901) benannt, der hauptsächlich auf dem Gebiet des Elektromagnetismus arbeitete und durch die von ihm hergestellten konkaven Beugungsgitter bekannt wurde.